# Cascina Lardera
La cascina Lardera è una cascina nel comune lombardo di Cornovecchio. Costituì un comune autonomo fino al 1866.

## Storia
La cascina Lardera è una località agricola di antica origine, attestata fin dall'XI secolo. Il territorio comunale comprendeva la frazione di Cassina Campagnola.
In età napoleonica (1809-16) la Lardera fu frazione di Corno Giovine, recuperando l'autonomia con la costituzione del Regno Lombardo-Veneto.
All'Unità d'Italia (1861) il comune contava 264 abitanti. Nel 1866 fu aggregata a Cornovecchio.
La località agricola adesso è una delle più grandi cascine nel comune di Cornovecchio ed è gestita da una sola famiglia, la famiglia Bertoli.
Adesso la località agricola è dentro il territorio del Parco dell'Adda Sud.